# 青年水库 (东港)
青年水库是中国辽宁省丹东市东港市境内的一座水库，建于1957年。水库正常库容为28万立方米。